# Canon EOS R5
Canon EOS R5 — цифровой беззеркальный фотоаппарат с полнокадровой КМОП-матрицей, поддерживающий съёмку видео в разрешении 8K, официально анонсированный компанией Canon 9 июля 2020 года. Продажи начались в конце июля 2020 года. Камера поддерживает стандарты Canon EOS, разработанные для зеркальных и беззеркальных фотоаппаратов, и оснащена 12-контактным байонетом Canon RF с укороченным рабочим отрезком. Такой же байонет используется и в моделях Canon EOS R, Canon EOS RP, Canon EOS R6. Камера рассчитана на продвинутых пользователей, кто хочет снимать на полнокадровый фотоаппарат. И желает обновить свою камеру уровня Canon EOS 5D Mark IV, Canon EOS R.

## Технические особенности
Сочетание процессора DIGIC X, новой полнокадровой КМОП-матрицы и линейки современных объективов Canon RF позволили достичь разрешения 45 Мп. Практически 100 % покрытие кадра 5940 точками автофокусировки и диапазон чувствительности ISO 100- 51200 позволяют Canon EOS R5 хорошо справляться при съёмке сцен с низкой освещённостью. В камере система гибридного автофокуса срабатывает за 0,05 с и даже работает при низкой освещённости, вплоть до −6 eV. Фотоаппарат собран в корпусе из композиционного материала с пластиком, не защищает полностью от пыли и влаги, корпус аналогичен корпусу Canon EOS 5D Mark IV. И обладает следующими особенностями:
- Новая полнокадровая матрица с разрешением 45,0 Мп;
- Процессор DIGIC X;
- Для работы с объективами стандартов Canon EF и Canon EF-S выпущены три разных адаптера: обычный EF—EOS R, с управляющим кольцом и с оправой для вставных светофильтров. Объективы стандарта Canon EF-M не поддерживаются из-за более короткого рабочего отрезка[5];
- Электронный видоискатель c увеличением 0,76× и вынесенным выходным зрачком окуляра;
- Поворотный тачскрин типа TFT с ручной подстройкой яркости, автоматическая подстройка яркости не предусмотрена[6];
- Запись видео стандарта 8K с частотой до 30 кадров в секунду, или стандарта 4K и 1080p с частотой до 120 кадров в секунду;
- Встроенные модули Bluetooth и Wi-Fi;
- Дистанционное управление со смартфона с помощью мобильного приложения Canon Camera Connect[7].
- Поддержка режима E-TTL II всех вспышек серии Canon Speedlite, выпущенных для зеркальных камер;

Отработка экспозиции может происходить как с помощью фокального затвора с выдержкой синхронизации 1/200 секунды, так и без него регулировкой времени считывания матрицы. Последний режим обеспечивает совершенно бесшумную работу камеры с выдержкой синхронизации 1/250 секунды, при этом скорость съёмки достигает 20 кадров в секунду. Разработчики Canon впервые в своём фотоаппарате встроили систему стабилизации изображения смещением матрицы, что отчасти повлияло на удорожание продукта и снизило эффективный теплоотвод фотосенсора.

## Отличия
| Характеристика                    | 1D X Mark III                                     | EOS R5                                                | EOS R6                                              |
| --------------------------------- | ------------------------------------------------- | ----------------------------------------------------- | --------------------------------------------------- |
| Размер фотосенсора                | 36 × 24 мм                                        | 36 × 24 мм                                            | 36 × 24 мм                                          |
| Разрешение фотосенсора            | 20,1 Мп                                           | 45,0 Мп                                               | 20,1 Мп                                             |
| Процессор                         | Digic X                                           | Digic X                                               | Digic X                                             |
| Диапазон чувствительности ISO     | 100-102 400 (100-819 200)                         | 100-51 200 (100-102 400)                              | 100-51 200 (100-102 400)                            |
| Скорость съёмки, кадров в секунду | 16                                                | 20 (12)                                               | 20 (12)                                             |
| Режим автофокуса                  | Покадровый и следящий AI Servo                    | Гибридный автофокус CMOS Dual Pixel AF II             | Гибридный автофокус CMOS Dual Pixel AF II           |
| Площадь покрытия видоискателя     | 100 %                                             | 100 %                                                 | 100 %                                               |
| Батарея                           | LP-E19                                            | LP-E6NH                                               | LP-E6NH                                             |
| Съёмка видео                      | 5,5K RAW (5472×2886), 30p 4K DCI (4096×2160), 30p | 8192x4320, 30p (фазовый автофокус + отслеживание лиц) | 3840x2160, 60p фазовый автофокус + отслеживание лиц |
| Карты памяти                      | CFexpress Type B                                  | CFexpress Type B SDXC UHS-II                          | SDXC UHS-II                                         |

## Съёмка видео
Это первая беззеркальная камера в мире, которая снимает видео с максимальным разрешением 8K в RAW. Или HDR-видео с глубиной цвета 10 бит: 4:2:2 10-bit Canon Log (H.265) или 4:2:2 10-bit HDR PQ (H.265). Доступна внутрикамерная матричная и оптическая в объективе стабилизация видео.
- 8192×4320 с частотой 29,97; 25; 23,976 кадр/с с поддержкой Dual Pixel AF II
- 3840×2160 с частотой 120; 100; 59,94; 50; 29,97; 25; 23,976 кадр/с с поддержкой Dual Pixel AF II. Таймлапс 3840×2160 с частотой 29,97; 25 кадр/с
- 1920×1080 с частотой 120; 100; 59,94; 50; 29,97; 25; 23,976 кадр/с с поддержкой Dual Pixel AF II

При использовании объективов Canon EF-S в кроп-режиме доступна съёмка с разрешением 3840×2160 и 1920×1080.

## Галерея

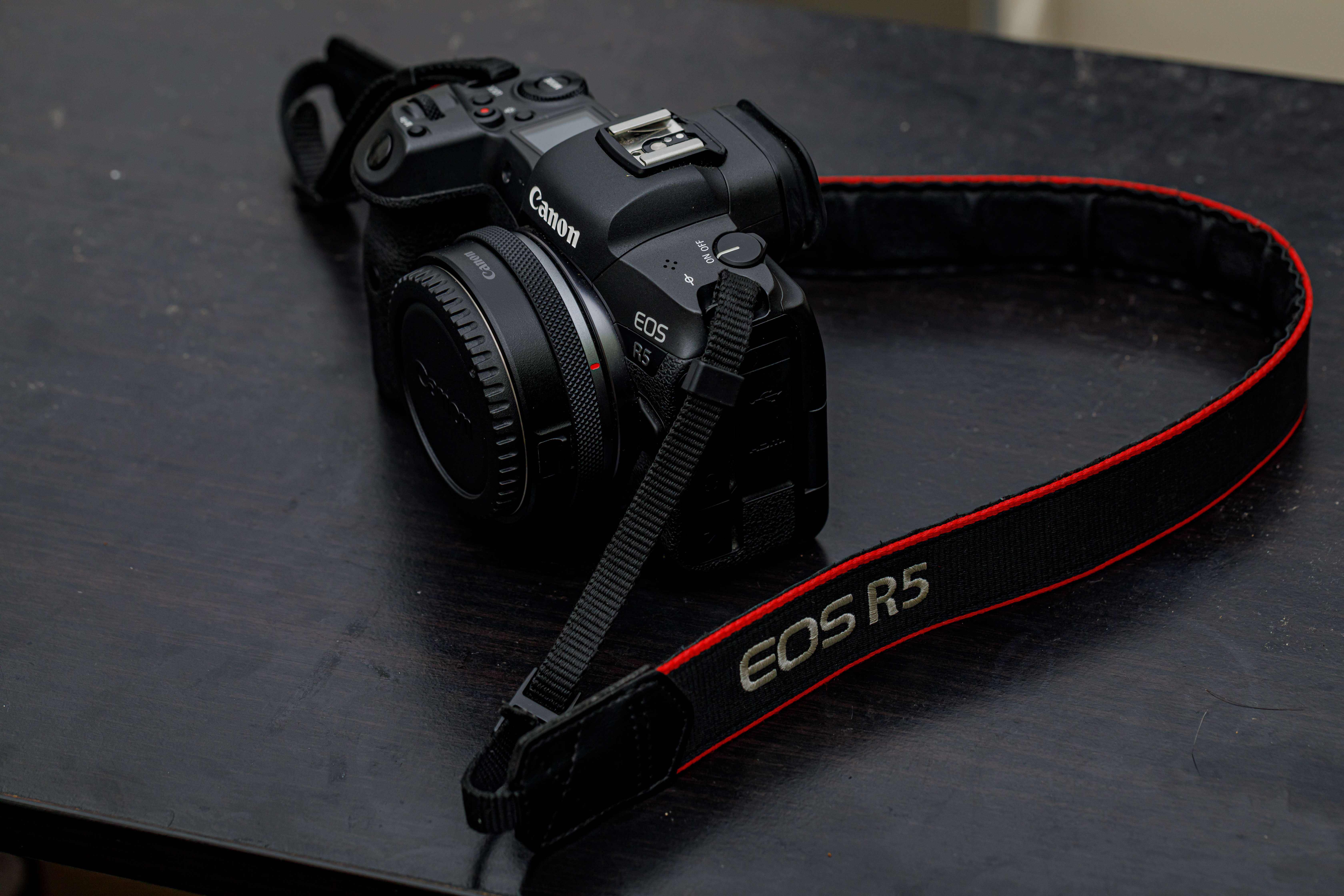
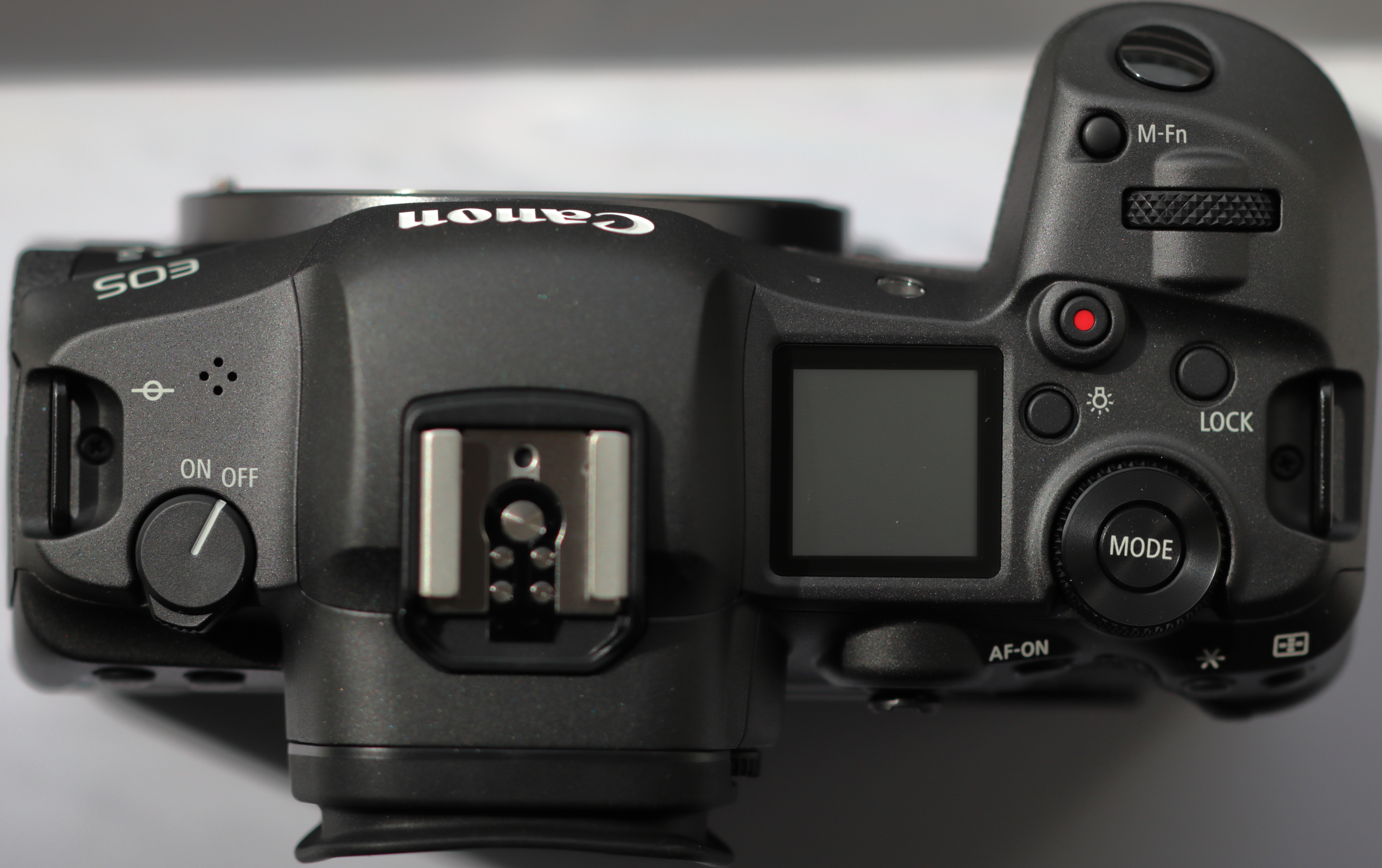
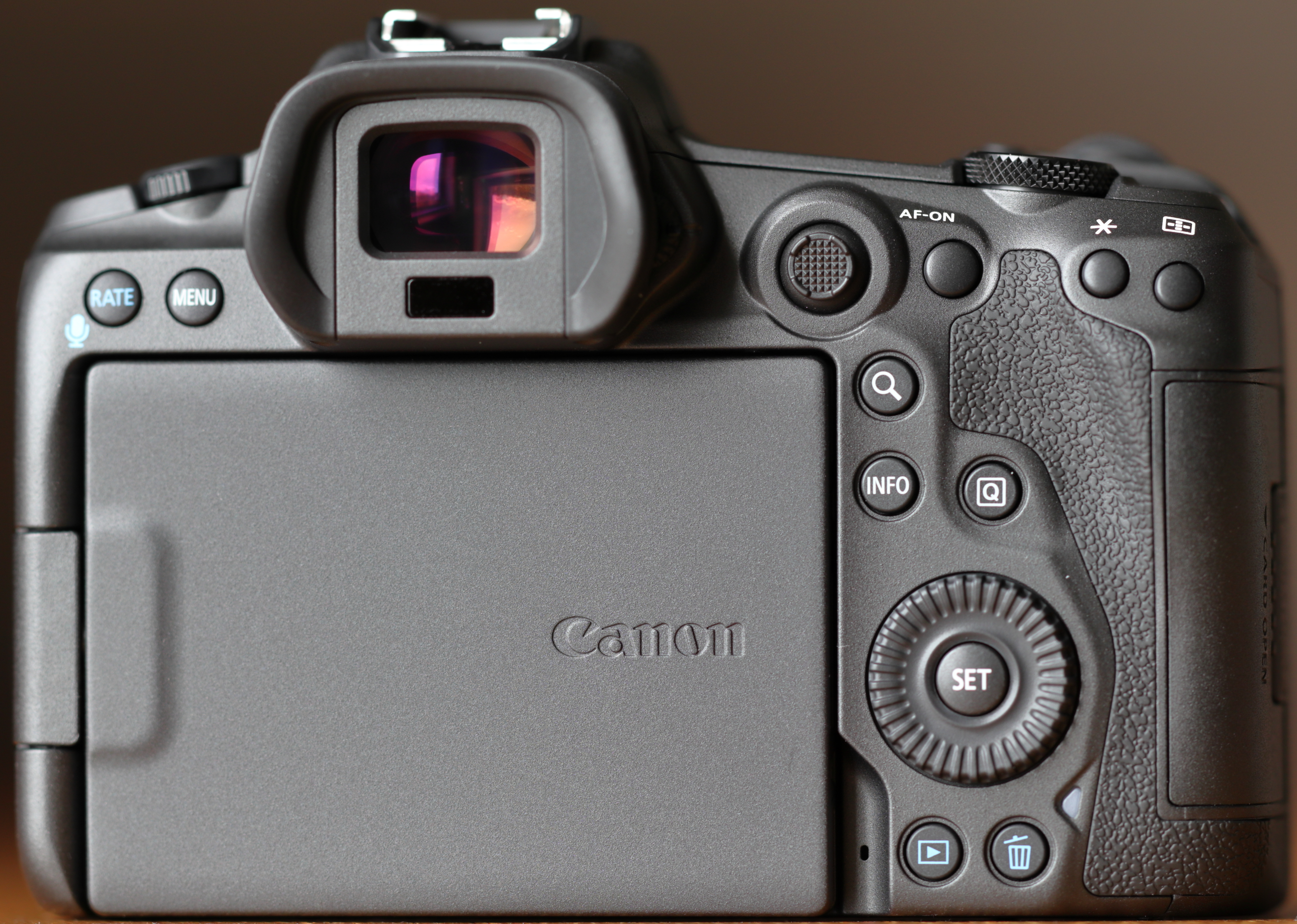

## Критика
Блогеры положительно восприняли расширение серии камер Canon EOS R. Остались довольны принципиально новым набором функций для фотосъёмки и видеосъёмки. И негативно отозвались о повышении цены камеры. Так же многие пользователи жаловались на перегрев камеры при съемке видео, на что компания Canon выпустила пресс-релиз с советами, как избежать перегрева.

### Преимущества
- Разрешение новой матрицы 45 Мп со встроенным 5-осевым стабилизатором
- Быстрая и точная система автофокусировки Dual Pixel AF II
- Рабочий диапазон автофокусировки до -6 EV (центральная точка, при использовании с объективами с диафрагмой f/1.2, покадровый режим)
- Функция фокусировки по глазам лицам и головам людей; глазам, мордам, телам животных и птиц
- Серийная съёмка со скоростью до 20 (12) кадр/с
- Функция фокус-брекетинга, позволяющая делать фото с большой ГРИП
- Встроенные Bluetooth и Wi-Fi
- Процессор DIGIC X, как в Canon EOS-1D X Mark III
- ISO 51200
- Поддержка форматов изображения CR3, JPG, HEIF
- Режим бесшумной фотосъёмки
- Съёмка видео с разрешением 8K без кроп-фактора
- Использование системы автофокуса Dual Pixel AF II при съёмке видео в любом разрешении
- Совместимость с объективами Canon EF и Canon EF-S через адаптер
- Возможность наклона и поворота сенсорного экрана
- Поддержка быстрых карт памяти стандартов CFexpress Type B и SD UHS-II
- Вход для внешнего микрофона (mini-jack 3,5-мм стерео)
- Выход для наушников
- Передача данных через встроенный разъём USB Type-C (стандарт USB 3.1 Gen2)
- Зарядка камеры через USB Type-C
- Встроенный качественный цифровой видоискатель с частотой обновления 120 (60) кадр/с
- Удобное меню настроек и управления
- Режим обучения
- Хорошая эргономика
- Совместимость с аккумуляторами предыдущих поколений LP-E6 и LP-E6N
- Вес 738 г (с аккумулятором)

### Недостатки
- Матрица с построчным переносом, из-за чего в видео с динамичными сценами проявляется эффект роллинг-шаттера
- Относительно малое время работы от аккумулятора LP-E6NH
- Возможный перегрев камеры после 20 минут видеосъёмки в 8K
- Высокая цена по сравнению с ценой камер предыдущих поколений из линейки 5D
- Отсутствие встроенного GPS (но может использоваться GPS смартфона по Bluetooth)

## Canon EOS R5 C
В январе 2022 года была представлена камера Canon EOS R5 C — модификация модели Canon EOS R5, ориентированная преимущественно на видеосъемку. Модель имеет активное охлаждение, устраняющее проблемы с перегревом камеры при съёмке видео.

## Конкуренты
- Sony α7S III — $2999
- Canon EOS R6 — $2499
- Sony α1 - $6495

## Цена
Камера Canon EOS R5 на старте продаж в США стоила 3899 долларов без объектива. Цена версии с объективом Canon RF 24-105mm f/4L составляла 4999 долларов.

## Комплектация
- Камера Canon EOS R5
- Крышка корпуса камеры R-F-5
- Нашейный ремень
- Аккумулятор LP-E6NH
- Зарядное устройство LC-E6NH
- Сетевой кабель
- Адаптер крепления EF-EOS R
- Пылезащитная крышка объектива RF
- Крышка корпуса камеры R-F-3
- Комплект руководства пользователя
- Объектив с блендой и чехлом (если поставляются в комплекте)[12]

## Совместимость
Canon EOS RP совместим с аксессуарами семейства EOS, включая вспышки Speedlite 600EX-II-RT, беспроводные пульты дистанционного управления с контактом типа E3 и GPS-приёмник GP-E2.
Поддерживается адаптер крепления EF-EOS R, адаптер крепления EF-EOS R с кольцом управления, адаптер крепления EF-EOS R со вставным фильтром с круговой поляризацией A, адаптер крепления EF-EOS R со вставным нейтральным фильтром с переменным значением A". Благодаря этим  адаптерам возможна работа с объективами Canon EF, EF-S, TS-E и MP-E.